# Löbersdorf (Gemeinde Hürm)
Löbersdorf (früher auch Lobersdorf) ist eine Ortschaft in der Katastralgemeinde Inning der Marktgemeinde Hürm sowie eine ehemalige Katastralgemeinde in Niederösterreich. Die Ortschaft hat 29 Einwohner (Stand 1. Jänner 2024).

## Geografie
Das Dorf liegt zwei Kilometer nördlich von Hürm, südlich von Inning und westlich der Landesstraße 5246, von der zwei Straßen nach Löbersdorf abzweigen. In der unmittelbaren Nähe entspringt der Marktbach, der in Loosdorf in die Pielach einmündet.

## Geschichte
Im Franziszeischen Kataster von 1823 ist Löbersdorf mit mehreren Gehöften verzeichnet.
Laut Adressbuch von Österreich waren im Jahr 1938 in Löbersdorf ein Zimmermann und mehrere Landwirte ansässig.